# 南和郡
南和郡，中国南北朝时设置的郡。
北周灭北齐后，分广平郡置南和郡，隶属于洺州，治所在南和县（今河北邢台市南和区），下辖南和县一县。辖境相当今河北邢台市南和区一带。隋文帝开皇三年（583年）废除南和郡，南和县直属洺州。